# 田中太一
田中 太一（たなか たいち，1993年2月27日—），出身地為大分縣大分市，讀賣巨人所屬的棒球選手（投手）。
高中就讀於大分縣立大分工業高等學校，高中三年級時，出戰夏季甲子園。
2010年職棒選秀會被讀賣巨人第3位指名。契約金推定5000萬日圓、年俸540萬日圓、背號為68。 